# ATM (giao thức)
Asynchronous Transfer Mode (tiếng Anh, viết tắt: ATM, tạm dịch nghĩa: Chế độ truyền không đồng bộ) là hệ thống chuyển mạch gói tiên tiến, có thể truyền đồng thời dữ liệu, âm thanh và hình ảnh số hoá trên cả mạng LAN và mạng WAN.
Đây là một trong những phương pháp kết nối mạng WAN nhanh nhất hiện nay, tốc độ đạt từ 155 Mbit/s đến 622 Mbit/s. Trên thực tế, theo lý thuyết nó có thể hỗ trợ tốc độ cao hơn khả năng hiện thời của các phương tiện truyền dẫn hiện nay. Tuy nhiên, tốc độ cao có nghĩa là chi phí cũng cao hơn, ATM đắt hơn nhiều so với ISDN, X25 hoặc FrameRelay. Các đặc trưng của ATM bao gồm:
- Sử dụng gói dữ liệu (cell) nhỏ, có kích thước cố định (53 byte), dễ xử lý hơn so với các gói dữ liệu có kích thước thay đổi trong X.25 và Frame Relay.53 bytes gồm 48 byte dữ liệu và 5 byte header (byte đầu mào).
- Tốc độ truyền dữ liệu cao, theo lý thuyết có thể đạt 1,2 Gbit/s
- Chất lượng cao, độ nhiễu thấp nên gần như không cần đến việc kiểm tra lỗi
- Có thể sử dụng với nhiều phương tiện truyền dẫn vật lý khác nhau (cáp đồng trục, cáp dây xoẵn, cáp sợi quang)
- Có thể truyền đồng thời nhiều loại dữ liệu

Hai tổ chức chuẩn hóa ATM quan trọng nhất là ITU-T và ATM Forum. ITU-T nghiêng về định nghĩa UNI (user network interface) công cộng trong khi ATM forum tập trung chuẩn hóa UNI riêng.
Ở Việt Nam cũng sử dụng ATM theo chuẩn của ATM Forum nhưng hiện nay chuyển sang MPLS.